# Parco nazionale dell'Omo
Il parco nazionale dell'Omo è un parco nazionale situato nel sud-ovest dell'Etiopia, presso il confine con il Sudan del Sud e il Kenya. Istituito nel 1959, è il più antico parco nazionale dell'Etiopia.

## Geografia
È situato nella Regione delle Nazioni, Nazionalità e Popoli del Sud a nord del lago Turkana, sulle sponde occidentali dell'Omo, 870 km a sud-ovest di Addis Abeba. Si estende su una superficie di circa 4068 km², ad un'altitudine compresa tra i 500 e i 2000 m sul livello del mare. Ad est confina con la riserva di Tama (1500 km²), attraverso la quale si collega al parco nazionale di Mago. Il parco non è facile da raggiungere, ma recentemente è stata allestita una pista di atterraggio nei pressi del centro operativo, sul fiume Mui.

## Flora
La vegetazione è costituita da savana erbosa e cespugliosa, nonché da foresta a galleria.

## Fauna
All'interno del parco nazionale dell'Omo vi è la maggiore densità di animali selvatici di tutta l'Etiopia. Tra gli abitanti del parco figurano bufali, eland, giraffe, orici beisa, kudù maggiori e minori, oltre a leoni, leopardi e iene. Il numero di elefanti è sconosciuto. Il parco ospita la maggiore popolazione etiope di eland, la più grande antilope dell'Africa.

## Minacce
Il governo etiope ha cominciato ad affittare enormi appezzamenti di terra fertile nella regione della bassa valle dell'Omo ad aziende cinesi specializzate nella coltivazione estensiva della canna da zucchero. Per far spazio al grande progetto della piantagione di Omotal (250.000 ettari) verrà sacrificato un terzo del parco, una superficie pari a 1500 km². Se il progetto verrà attuato, la rete di strade e di canali di irrigazione costruiti porranno delle limitazioni agli spostamenti migratori della fauna selvatica.